# Вівчарик бамбуковий
Вівча́рик бамбуковий (Phylloscopus intensior) — вид горобцеподібних птахів родини вівчарикових (Phylloscopidae).

## Поширення
Зустрічається в Китаї, Лаосі, М'янмі, Таїланді та В'єтнамі. Його природні середовища існування — це субтропічні або тропічні вологі рівнинні ліси та субтропічні або тропічні вологі гірські ліси.

## Спосіб життя
Харчується переважно комахами. Розмножується з лютого по червень.